# جلال‌الدین علی‌محمدی
جلال‌الدین علی‌محمدی (زاده ۲۵ خرداد ۱۳۶۹ در رودسر) بازیکن فوتبال اهل ایران است که برای باشگاه فوتبال ذوب‌آهن در لیگ برتر خلیج فارس بازی می‌کند.

## افتخارات
باشگاهی
- لیگ برتر
- نایب قهرمانی در لیگ برتر فوتبال ایران ۹۸–۱۳۹۷ به همراه تیم سپاهان
- نایب قهرمانی در لیگ برتر فوتبال ایران ۱۴۰۰–۱۳۹۹ به همراه تیم سپاهان